# Saint-Erblon (Mayenne)
Saint-Erblon település Franciaországban, Mayenne megyében. Lakosainak száma 154 fő (2022. január 1.). Saint-Erblon Congrier, Senonnes és Ombrée d’Anjou községekkel határos.

## Népesség
A település népessége az elmúlt években az alábbi módon változott:
| Lakosok száma | 188  | 151  | 134  | 147  | 176  | 173  | 172  | 166  | 163  | 154  |
|               | 1968 | 1982 | 1990 | 2006 | 2013 | 2015 | 2017 | 2019 | 2020 | 2022 |